# Super Bowl
Super Bowl je završnica doigravanja NFL-lige američkog nogometa. Igraju je pobjednici konferencija.
Održava se svake godine na za to unaprijed određenom stadionu. 
Super Bowl se igra početkom svake godine i to od 1967. godine i jedan je od najgledanijih sportskih događaja na svijetu.

## Istaknute Super Bowl utakmice
- Super Bowl I: U prvom Super Bowlu, Green Bay Packers, sa slavnim trenerom Vinceom Lombardijem i dodavačem Bart Starrom, pobijedili su Kansas City Chiefse, 35-10. Iako su loše počeli, favoriti Packersi su u drugom poluvremenu napravili za Chiefse nedohvatljivu razliku od 21 poen. Samo 61,946 ljudi je bilo na utakmici u Los Angeles Memorial Coliseumu, što ovaj Super Bowl čini jedinim nerasprodanim.
- Super Bowl III: Na press konferenciji par dana prije utakmice, dodavač New York Jetsa Joe Namath garantirao je da će njegovi Jetsi, iako smatrani outsajderom, pobijediti tada velike favorite Baltimore Coltse. Na kraju su Jetsi slavili 16-7.
- Super Bowl VII: Trener Don Shula i njegovi Miami Dolphinsi uspjeli su prvi i jedini put u povijesti odigrati savršenu sezonu (bez poraza), u Super Bowlu su pobijedili Washington Redskinse 14-7.
- Super Bowl XIII: Pittsburgh Steelersi su pobijedili Dallas Cowboyse 35-31 u drugom Superbowlu između ta dva tima. Ta utakmica je odlučila koji od ta dva tima će biti prvi tim s tri osvojena Super Bowla. Steelersi su 70tih osvojili još jedan, sveukupno 4.
- Super Bowl XVII: Nakon što su cijelu utakmicu gubili od Miami Dolphinsa, Washington Redskinsi su bili na 4. pokušaju na 42. yardu protivničkog dijela terena, u zadnjoj četvrtini i trebao im je još samo jedan jard do novog prvog pokušaja. U jednom od najdramatičnijih trenutaka Superbowla, MVP probijač John Riggins krenuo je u probijanje, uspio je izbjeći braniča Miamia Don McNeala i pretrčao je sva 42 yarda za touchdown što je njegovom timu dalo pobjedu.
- Super Bowl XX: New England Patriotsi (Prvi put na Super Bowlu) uspjeli su povesti dominantne Chicago Bearse, koji su također bili prvi put na Super Bowlu,  3:0 (field golom). Međutim Bearsi su do kraja igrali žestoku obranu i napad. MVP Richard Dent je vodio obranu Bearsa koja je Patriotsima dopustila da u cijeloj utakmici probiju samo 7 jardi. Bearsi su na kraju slavili 46:10.
- Super Bowl XXIII: Slavan dodavač San Francisco 49ersa Joe Montana poveo je svoju momčad u zadnji napad pred sam kraj utakmice. 49ersi su gubili tri razlike (16:13) sa samo par minuta prije kraja utakmice. Joe Montana je vodio svoju momčad 92 jarda u tom napadu i 34 sekunde prije kraja je bacio pobjednički touchdown pas koji je uhvatio njegov timski kolega i još jedan slavan igrač američkog nogometa, hvatač Jerry Rice, Na kraju su 49ersi pobijedili Cincinnati Bengalse 20-16.
- Super Bowl XXV: Šuter Buffalo Billsa Scott Norwood imao je šansu dovesti svojoj momčadi pobjedu nakon što su gubili za samo jedan poen. U zadnjoj akciji utakmice Norwood je promašio gol, što je njihovim protivnicima New York Giantsima dovelo pobjedu 20-19. Ovo ostaje jedini Super Bowl gdje je momčad pobijedila vodeći za samo jedan poen.
- Super Bowl XXXII: Nakon 4 poraza u Superbowlu, Denver Broncosi su osvojili prvi naslov, i to pobjedom nad braniteljima naslova Green Bay Packersima 31-24. Time su Broncosi postali prvi AFC šampion u 14 godina. Denver je također dobio i sljedeći Super Bowl XXXIII protiv Atlante.
- Super Bowl XXXIV: U vjerojatno najuzbudljivijem Super Bowlu ikada, Tennessee Titansi, su gubili na poluvremenu 16:0 protiv St. Louis Ramsa, ali su dodavač Steve Mcnair i probijač Eddie George doveli Titanse do izjednačenja. Nakon što je dodavač Ramsa Kurt Warner bacio touchdown dodavanje 73 jarda i doveo svoju momčad u vodstvo 23:16, Titansi su imali zadnji napad. Steve Mcnair je doveo Titanse u priliku da u zadnjem pokušaju, 6 sekundi prije samoga kraja izjednači rezultat, hvatač Titansa Kevin Dyson je uhvatio kratko dodavanje blizu endzonea ali ga je linebacker Ramsa Mike Jones uspio zaustaviti na samo 1 jard od touchdowna, time je osigurao i pobjedu svojega tima.
- Super Bowl XXXVI: šuter Adam Vinatieri pogađa 48 jardi dugi pokušaj na gol bez vremena ostalog za igranje, time dovodi svoje Patriotse u pobjedu 20:17 nad favoritom St. Louis Ramsima. Bila je to prva pobjeda Patriotsa u Super Bowlu, u sljedeće 3 godine uspjeli su osvojiti još dva. Dvije godine kasnije Adam Vinatieri je pogodio pobjednički field gol u gotovo identičnoj situaciji u Super Bowlu protiv Carolina Panthersa.

## Trenuci za pamćenje
- Super Bowl XXII: Gubeći 10:0, dodavač Washington Redskinsa Doug Williams, prvi Afroamerikanac dodavač koji je zaigrao na Super Bowlu, bacio je 4 touchdown dodavanja u jednoj četvrtini i time doveo svoje Redskinse do drugog naslova u povijesti tima.
- Super Bowl XXX: Dallas Cowboysi su se pojavili u svojem osmom Super Bowlu, pobjedom nad Pittsburgh Steelersima, osvojili su svoj tada 3. Super Bowl u četiri godine.  Ta pobjeda je također izjednačila Cowboyse sa San Francisco 49ersima po broju pobjeda u Super Bowlu (5) (taj rekord su također izjednačili i Pittsburgh Steelersi pobjedom nad Seattle Seahawksima 2006. godine). Igrač Cowboysa Charles Haley je postao prvi igrač s 5 Super Bowl prstena, od čega je 2 osvojio s 49ersima.
- Super Bowl XXXIX: New England Patriotsi osvajaju svoj 3. Super Bowl u 4 godine pobjedom nad Philadelphia Eaglesima 24-21 u Jacksonvilleu, na Floridi.  Sva tri Super Bowla Patriotsi su osvojili s 3 razlike. Eaglesi su imali šansu da u zadnjim sekundama utakmice pobjede, ali nakon što su Patriotsi presjekli loptu koju je dodavač Eaglesa Donovan Mcnab bacio svojem dodavaču, bilo je gotovo.
- Super Bowl XL: Pittsburgh Steelersi su pobijedili Seattle Seahawkse. To je bio prvi put da su Seahawksi igrali u Superbowlu. Također i prvi put da je AFC tim osvojio pet Super Bowla; prvi put da je šesti seed došao do Super Bowla i osvojio ga; prvi put da pobjednik Superbowla nije osvojio nijedan prvi pokušaj u prvoj četvrtini; također i prvi Super Bowl koji je prenosio ABC. Ben Roethlisberger (Big Ben) je sa svoje 23 godine postao najmlađi dodavač koji je osvojio Super Bowl. dodao je 9 od pokušanih 21 dodavanja za 123 jarda s dvije presječene lopte.
- Super Bowl XLI: Indianapolis Coltsi su pobijedili Chicago Bearse 29:17. To je bio prvi Super Bowl i prvi naslov za Coltse otkad su premješteni u Indianapolis 1984. godine. Također i prvi prsten za dodavača i budućeg Hall of Famera Peytona Manninga koji je prema mnogima trenutno najbolji na svijetu.

## Dosadašnji Super Bowlovi
Super Bowl obično se ne igra u istoj godini u kojoj je i regularna sezona, nego u siječnju ili veljači, odmah nakon svršetka lige i doigravanja.
| Superbowl | Sezona | Datum         | Grad domaćin    | Pobjednik            | Rezultat | Poraženi             |
| --------- | ------ | ------------- | --------------- | -------------------- | -------- | -------------------- |
| I         | 1966.  | 15.1.1967.    | Los Angeles     | Green Bay Packers    | 35:10    | Kansas City Chiefs   |
| II        | 1967.  | 14.1.1968.    | Miami           | Green Bay Packers    | 33:14    | Oakland Raiders      |
| III       | 1968.  | 12.1.1969.    | Miami           | New York Jets        | 16:7     | Baltimore Colts      |
| IV        | 1969.  | 11.1.1970.    | New Orleans     | Kansas City Chiefs   | 23:7     | Minnesota Vikings    |
| V         | 1970.  | 17.1.1971.    | Miami           | Baltimore Colts      | 16:13    | Dallas Cowboys       |
| VI        | 1971.  | 16.1.1972.    | New Orleans     | Dallas Cowboys       | 24:3     | Miami Dolphins       |
| VII       | 1972.  | 14.1.1973.    | Los Angeles     | Miami Dolphins       | 14:7     | Washington Redskins  |
| VIII      | 1973.  | 13.1.1974.    | Houston         | Miami Dolphins       | 24:7     | Minnesota Vikings    |
| IX        | 1974.  | 12.1.1975.    | New Orleans     | Pittsburgh Steelers  | 16:6     | Minnesota Vikings    |
| X         | 1975.  | 18.1.1976.    | Miami           | Pittsburgh Steelers  | 21:17    | Dallas Cowboys       |
| XI        | 1976.  | 9.1.1977.     | Pasadena        | Oakland Raiders      | 32:14    | Minnesota Vikings    |
| XII       | 1977.  | 15.1.1978.    | New Orleans     | Dallas Cowboys       | 27:10    | Denver Broncos       |
| XIII      | 1978.  | 21.1.1979.    | Miami           | Pittsburgh Steelers  | 35:31    | Dallas Cowboys       |
| XIV       | 1979.  | 20.1.1980.    | Pasadena        | Pittsburgh Steelers  | 31:19    | Los Angeles Rams     |
| XV        | 1980.  | 25.1.1981.    | New Orleans     | Oakland Raiders      | 27:10    | Philadelphia Eagles  |
| XVI       | 1981.  | 24.1.1982.    | Pontiac         | San Francisco 49ers  | 26:21    | Cincinnati Bengals   |
| XVII      | 1982.  | 30.1.1983.    | Pasadena        | Washington Redskins  | 27:17    | Miami Dolphins       |
| XVIII     | 1983.  | 22.1.1984.    | Tampa           | Los Angeles Raiders  | 38:9     | Washington Redskins  |
| XIX       | 1984.  | 20.1.1985.    | Stanford        | San Francisco 49ers  | 38:16    | Miami Dolphins       |
| XX        | 1985.  | 26.1.1986.    | New Orleans     | Chicago Bears        | 46:10    | New England Patriots |
| XXI       | 1986.  | 25.1.1987.    | Pasadena        | New York Giants      | 39:20    | Denver Broncos       |
| XXII      | 1987.  | 31.1.1988.    | San Diego       | Washington Redskins  | 42:10    | Denver Broncos       |
| XXIII     | 1988.  | 22.1.1989.    | Miami           | San Francisco 49ers  | 20:16    | Cincinnati Bengals   |
| XXIV      | 1989.  | 28.1.1990.    | New Orleans     | San Francisco 49ers  | 55:10    | Denver Broncos       |
| XXV       | 1990.  | 27.1.1991.    | Tampa           | New York Giants      | 20:19    | Buffalo Bills        |
| XXVI      | 1991.  | 26.1.1992.    | Minneapolis     | Washington Redskins  | 37:24    | Buffalo Bills        |
| XXVII     | 1992.  | 31.1.1993.    | Pasadena        | Dallas Cowboys       | 52:17    | Buffalo Bills        |
| XXVIII    | 1993.  | 30.1.1994.    | Atlanta         | Dallas Cowboys       | 30:13    | Buffalo Bills        |
| XXIX      | 1994.  | 29.1.1995.    | Miami           | San Francisco 49ers  | 49:26    | San Diego Chargers   |
| XXX       | 1995.  | 28.1.1996.    | Tempe           | Dallas Cowboys       | 27:17    | Pittsburgh Steelers  |
| XXXI      | 1996.  | 26.1.1997.    | New Orleans     | Green Bay Packers    | 35:21    | New England Patriots |
| XXXII     | 1997.  | 25.1.1998.    | San Diego       | Denver Broncos       | 31:24    | Green Bay Packers    |
| XXXIII    | 1998.  | 31.1.1999.    | Miami           | Denver Broncos       | 34:19    | Atlanta Falcons      |
| XXXIV     | 1999.  | 30.1.2000.    | Atlanta         | St. Louis Rams       | 23:16    | Tennessee Titans     |
| XXXV      | 2000.  | 28.1.2001.    | Tampa           | Baltimore Ravens     | 34:7     | New York Giants      |
| XXXVI     | 2001.  | 3.2.2002.     | New Orleans     | New England Patriots | 20:17    | St. Louis Rams       |
| XXXVII    | 2002.  | 26.1.2003.    | San Diego       | Tampa Bay Buccaneers | 48:21    | Oakland Raiders      |
| XXXVIII   | 2003.  | 1.2.2004.     | Houston         | New England Patriots | 32:29    | Carolina Panthers    |
| XXXIX     | 2004.  | 6.2.2005.     | Jacksonville    | New England Patriots | 24:21    | Philadelphia Eagles  |
| XL        | 2005.  | 5.2.2006.     | Detroit         | Pittsburgh Steelers  | 21:10    | Seattle Seahawks     |
| XLI       | 2006.  | 4.2.2007.     | Miami           | Indianapolis Colts   | 29:17    | Chicago Bears        |
| XLII      | 2007.  | 3.2.2008.     | Glendale        | New York Giants      | 17:14    | New England Patriots |
| XLIII     | 2008.  | 1.2.2009.     | Tampa           | Pittsburgh Steelers  | 27:23    | Arizona Cardinals    |
| XLIV      | 2009.  | 7.2.2010.     | Miami           | New Orleans Saints   | 31:17    | Indianapolis Colts   |
| XLV       | 2010.  | 6.2.2011.     | Arlington       | Green Bay Packers    | 31:25    | Pittsburgh Steelers  |
| XLVI      | 2011.  | 5.2.2012.     | Indianapolis    | New York Giants      | 21:17    | New England Patriots |
| XLVII     | 2012.  | 3.2.2013.     | New Orleans     | Baltimore Ravens     | 34:31    | San Francisco 49ers  |
| XLVIII    | 2013.  | 2.2.2014.     | East Rutherford | Seattle Seahawks     | 43:8     | Denver Broncos       |
| XLIX      | 2014.  | 1.2.2015.     | Glendale        | New England Patriots | 28:24    | Seattle Seahawks     |
| 50        | 2015.  | 7.2.2016.     | Santa Clara     | Denver Broncos       | 24:10    | Carolina Panthers    |
| LI        | 2016.  | 6.2.2017.     | Houston         | New England Patriots | 34:28    | Atlanta Falcons      |
| LII       | 2017.  | 5.2.2018.     | Minneapolis     | Philadelphia Eagles  | 41:33    | New England Patriots |
| LIII      | 2018.  | 4.2.2019.     | Atlanta         | New England Patriots | 13:3     | Los Angeles Rams     |
| LIV       | 2019.  | 2.2.2020.     | Miami           | Kansas City Chiefs   | 31:20    | San Francisco 49ers  |
| LV        | 2020.  | 7.2.2021.     | Tampa           | Tampa Bay Buccaneers | 31:9     | Kansas City Chiefs   |
| LVI       | 2021.  | 13.2.2022.    | Inglewood       | Los Angeles Rams     | 23:20    | Cincinnati Bengals   |
| LVII      | 2022.  | 12.2.2023.    | Glendale        | Kansas City Chiefs   | 38:35    | Philadelphia Eagles  |
| LVIII     | 2023.  | 4.2.2024.     | Las Vegas       | (-)                  | -:-      | (-)                  |
| LIX       | 2024.  | 9.2.2025.     | New Orleans     | (-)                  | -:-      | (-)                  |
| LX        | 2025.  | 8.2.2026.     | Santa Clara     | (-)                  | -:-      | (-)                  |
| LXI       | 2026.  | veljača 2027. | Inglewood       | (-)                  | -:-      | (-)                  |

- - članovi National Football League
- - članovi American Football League
- - članovi National Football Conference
- - članovi American Football League

## Broj pojavljivanja na Super Bowlu
| Broj | Tim                   | Pobijedili | Izgubili | Postotak | Zabilješke                                     |
| ---- | --------------------- | ---------- | -------- | -------- | ---------------------------------------------- |
| 11   | New England Patriots  | 6          | 5        | .545     |                                                |
| 8    | Pittsburgh Steelers   | 6          | 2        | .750     |                                                |
| 8    | Dallas Cowboys        | 5          | 3        | .625     |                                                |
| 7    | San Francisco 49ers   | 5          | 2        | .714     |                                                |
| 5    | Green Bay Packers     | 4          | 1        | .800     |                                                |
| 5    | New York Giants       | 4          | 1        | .800     |                                                |
| 8    | Denver Broncos        | 3          | 5        | .375     |                                                |
| 5    | Oakland Raiders       | 3          | 2        | .600     | jedna pobjeda kao Los Angeles Raiders          |
| 5    | Washington Commanders | 3          | 2        | .600     |                                                |
| 5    | Kansas City Chiefs    | 3          | 2        | .600     |                                                |
| 5    | Miami Dolphins        | 2          | 3        | .400     |                                                |
| 5    | Los Angeles Rams      | 2          | 3        | .400     | jedna pobjeda i jedan poraz kao St. Louis Rams |
| 4    | Indianapolis Colts    | 2          | 2        | .500     | jedna pobjeda kao Baltimore Colts              |
| 2    | Baltimore Ravens      | 2          | 0        | 1.000    |                                                |
| 2    | Tampa Bay Buccaneers  | 2          | 0        | 1.000    |                                                |
| 4    | Philadelphia Eagles   | 1          | 4        | .200     |                                                |
| 3    | Seattle Seahawks      | 1          | 2        | .333     |                                                |
| 2    | Chicago Bears         | 1          | 1        | .500     |                                                |
| 1    | New Orleans Saints    | 1          | 0        | 1.000    |                                                |
| 1    | New York Jets         | 1          | 0        | 1.000    |                                                |
| 4    | Buffalo Bills         | 0          | 4        | .000     |                                                |
| 4    | Minnesota Vikings     | 0          | 4        | .000     |                                                |
| 3    | Cincinnati Bengals    | 0          | 3        | .000     |                                                |
| 2    | Carolina Panthers     | 0          | 2        | .000     |                                                |
| 2    | Atlanta Falcons       | 0          | 2        | .000     |                                                |
| 1    | Arizona Cardinals     | 0          | 1        | .000     |                                                |
| 1    | Los Angeles Chargers  | 0          | 1        | .000     | jedan poraz kao San Diego Chargers             |
| 1    | Tennessee Titans      | 0          | 1        | .000     |                                                |

 zaključno sa sezonom 2022. (Super Bowl LVII) 

## Timovi koji nisu nikad igrali u Super Bowlu
- Cleveland Browns
- Detroit Lions
- Houston Texans
- Jacksonville Jaguars

## Super Bowl naslovi
Uputa: Broj pobjeda u Superbowlu
| 6 | Pittsburgh Steelers                                     |
| 6 | New England Patriots                                    |
| 5 | Dallas Cowboys                                          |
| 5 | San Francisco 49ers                                     |
| 4 | Green Bay Packers                                       |
| 4 | New York Giants                                         |
| 3 | Oakland Raiders (jedna pobjeda kao Los Angeles Raiders) |
| 3 | Washington Redskins                                     |
| 3 | Denver Broncos                                          |
| 2 | Miami Dolphins                                          |
| 2 | Indianapolis Colts (jedna pobjeda kao Baltimore Colts)  |
| 2 | Baltimore Ravens                                        |
| 1 | Chicago Bears                                           |
| 1 | Kansas City Chiefs                                      |
| 1 | New Orleans Saints                                      |
| 1 | New York Jets                                           |
| 1 | St. Louis Rams                                          |
| 1 | Seattle Seahawks                                        |
| 1 | Tampa Bay Buccaneers                                    |
| 1 | Philadelphia Eagles                                     |

 zaključno za 2018. (Super Bowl LIII) 

## Vanjske poveznice
- Službena stranica
- 2007 NFL season  Arhivirana inačica izvorne stranice od 2. srpnja 2007. (Wayback Machine)